# Павел Янечек
Павел Янечек (чеськ. Pavel Janeček, 7 квітня 1994) — чеський плавець.
Учасник Олімпійських Ігор 2016 року, де в попередніх запливах на дистанції 400 метрів комплексом посів 24-те місце і не потрапив до фіналу.